# Walk the Line
Walk the Line (název snímku pochází od stejnojmenné písně I Walk the Line) je americký životopisný film z roku 2005, který pojednává o první polovině života amerického country zpěváka Johnnyho Cashe. Snímek zahrnuje období od konce 30. let až do roku 1968, kdy si Johnny Cash, kterého zde hrál Joaquin Phoenix, vzal za ženu zpěvačku a skladatelku June Carter, kterou ve snímku hrála Reese Witherspoonová, která za tuto roli obdržela cenu BAFTA, Zlatý glóbus i Oscara. Joaquin Phoenix za roli Johnnyho Cashe získal Zlatý glóbus i cenu Grammy za soundtrack k filmu.

## Děj
Při nahrávání živé nahrávky z Folsomské státní věznice v roce 1968 Johnny Cash navštívil i místní vězeňskou dílnu, kde uviděl cirkulárku, což jej přinutilo zavzpomínat na své dětství, kdy společně s bratrem Jackem pracovali na bavlníkové plantáži, zpívali písničky z mámina zpěvníku a poslouchali v rozhlase vystoupení Carter Family, kde tehdy také příležitostně vystupovala desetiletá dívenka June Carterová. Bratr Jack pak v roce 1944 nešťastně zahynul při práci na cirkulárce, což jejich otce i samotného Johnnyho silně poznamenalo, vzpomínal na tuto nešťastnou událost po celý svůj život.
Děj pak pokračuje Johnnyho dospělostí, kdy na počátku 50. let sloužil v Americké armádě v Západním Německu a kde také složil své první písničky. Po návratu domů se oženil se svou první ženou Vivian a měl s ní první dceru, nepříliš úspěšně se živil jako obchodní cestující, Vivian tehdy čekala jejich druhé dítě (dceru), při tom začal zkoušet hrát se dvěma svými kamarády v amatérské country kapele. Následovala jejich první nahrávka a posléze start jejich profesionální dráhy spojený s prudkým nárůstem popularity. Na jednom z prvních koncertů se Johnny zcela náhodně poprvé osobně setkal s June Carterovou, která v té době byla poprvé vdaná a měla doma také svoji první malou dcerku. Nárůst popularity a další úspěchy se dostavily, June začala posléze občas vystupovat s Johnnovou kapelou. Johnny začal fetovat a pít alkohol a byl také na krátkou dobu zatčen a vyšetřován kvůli přechovávání drog. June se po narození druhé dcery rozvedla a podruhé se nakrátko provdala za automobilového závodníka, s Johnnym se přestala stýkat i vystupovat s jeho kapelou. Po několika letech se oba opět náhodně setkali na jednom z koncertů, zde Johnny June opět přemluvil, aby s nimi začala vystupovat. Nicméně jeho drogová závislost se začala zhoršovat natolik, že musel přestat hrát, žena od něj i se dvěma dcerami utekla, on se několik měsíců potuloval po USA až nakonec zakoupil dům u jezera, kde se začal za pomoci June i svých rodičů léčit. Během léčby si přečetl některé dopisy, které mu posílali jeho fanoušci, našel mezi nimi našel i dopisy od mužů, kteří byli ve vězení. Po vyléčení začal opět hrát, jeden z prvních koncertů se odehrál ve Folsomské státní věznici, kde byla natočena legendární živá nahrávka (zde se děj filmu navrátil na počátek). Po tomto úspěchu se Johnny snažil během cesty v autobusu přesvědčit June, aby si ho konečně vzala za muže, což ona vytrvale odmítala. Až ji v roce 1968 konečně o ruku požádal veřejně na pódiu během jednoho ze společných koncertů přímo naživo před publikem, což nakonec vedlo k tomu, že před publikem konečně svolila. (Poznámka: žili a skládali spolu pak dalších 35 let, narodil se jim syn John Carter Cash, který se podílel i na přípravě tohoto filmu.)

## Obsazení

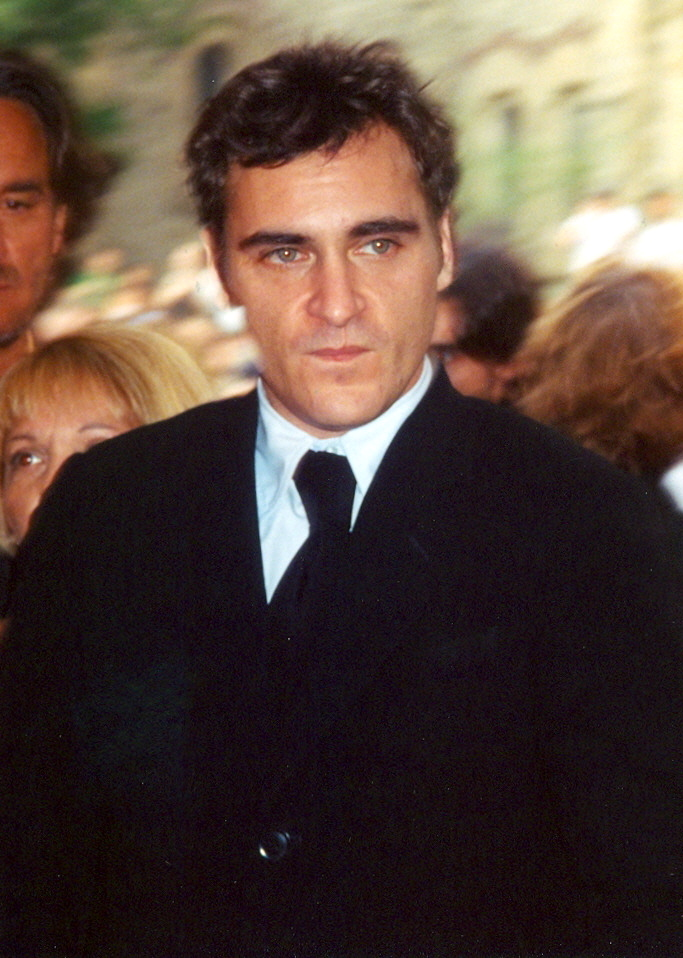
Joaquin Phoenix na premiéře filmu na Torontském mezinárodním filmovém festivalu

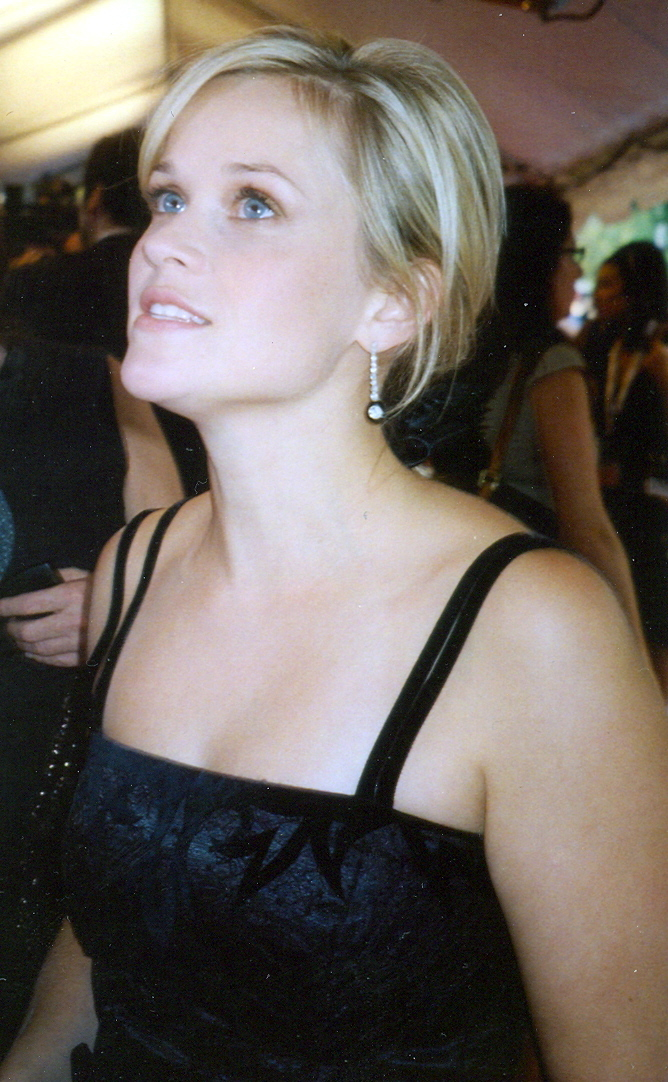
Reese Witherspoonová na premiéře filmu na Torontském mezinárodním filmovém festivalu

| Joaquin Phoenix       | Johnny Cash       |
| Reese Witherspoonová  | June Carter       |
| Ginnifer Goodwin      | Vivian Cash       |
| Robert Patrick        | Ray Cash          |
| Hailey Anne Nelson    | Roseanne Cash     |
| Dallas Roberts        | Sam Phillips      |
| Dan John Miller       | Luther Perkins    |
| Johnny Holiday        | Carl Perkins      |
| Larry Bagby           | Marshall Grant    |
| Shelby Lynne          | Carrie Cash       |
| Tyler Hilton          | Elvis Presley     |
| Waylon Payne          | Jerry Lee Lewis   |
| Shooter Jennings      | Waylon Jennings   |
| Sandra Ellis Lafferty | Maybelle Carter   |
| Dan Beene             | Ezra Carter       |
| Clay Steakley         | W. S. Holland     |
| Johnathan Rice        | Roy Orbison       |
| Lucas Till            | Jack Cash         |
| Ridge Canipe          | mladý Johnny Cash |

## Přijetí

### Tržby
Film vydělal 119,5 milionů dolarů v Severní Americe a 28 milionů dolarů v ostatních oblastech, celkově tak vydělal 186,4 milionů dolarů po celém světě. Rozpočet filmu činil 28 milionů dolarů. V Severní Americe byl uveden 18. listopadu 2015 a za první víkend vydělal 22,3 milionů dolarů. Stal se tak nejvíce výdělečným muzikálovým životopisným filmem, až do roku 2015, kdy ho překonal snímek Straight Outta Compton.

### Recenze
Film získal pozitivní recenze od kritiků. Na recenzní stránce Rotten Tomatoes získal z 206 započtených recenzí 83 procent s průměrným ratingem 7,2 bodů z deseti. Na serveru Metacritic snímek získal z 39 recenzí 72 bodů ze sta. Na Česko-Slovenské filmové databázi snímek získal 84%.

## Ocenění a nominace
| Ocenění                                       | Kategorie                                                          | Nominovaný                                                     | Výsledek  |
| --------------------------------------------- | ------------------------------------------------------------------ | -------------------------------------------------------------- | --------- |
| Oscar                                         | Nejlepší mužský herecký výkon v hlavní roli                        | Joaquin Phoenix                                                | nominace  |
| Oscar                                         | Nejlepší ženský herecký výkon v hlavní roli                        | Reese Witherspoonová                                           | vítězství |
| Oscar                                         | Nejlepší kostým                                                    | Arianne Phillips                                               | nominace  |
| Oscar                                         | Nejlepší střih                                                     | Michael McCusker                                               | nominace  |
| Oscar                                         | Nejlepší zvuk                                                      | Doug Hemphill, Peter Kurland, Paul Massey                      | nominace  |
| BAFTA Awards                                  | Nejlepší mužský herecký výkon v hlavní roli                        | Joaquin Phoenix                                                | nominace  |
| BAFTA Awards                                  | Nejlepší ženský herecký výkon v hlavní roli                        | Reese Witherspoonová                                           | vítězství |
| BAFTA Awards                                  | Nejlepší hudba                                                     | T-Bone Burnett                                                 | nominace  |
| BAFTA Awards                                  | Nejlepší zvuk                                                      | Doug Hemphill, Peter F. Kurland, Paul Massey, Donald Sylvester | vítězství |
| Zlatý glóbus                                  | Nejlepší mužský herecký výkon v hlavní roli (muzikál nebo komedie) | Joaquin Phoenix                                                | vítězství |
| Zlatý glóbus                                  | Nejlepší ženský herecký výkon v hlavní roli (muzikál nebo komedie) | Reese Witherspoonová                                           | vítězství |
| Zlatý glóbus                                  | Nejlepší film (muzikál nebo komedie)                               | —                                                              | vítězství |
| Filmová cena MTV                              | Nejlepší výkon                                                     | Joaquin Phoenix                                                | nominace  |
| Filmová cena MTV                              | Nejlepší výkon                                                     | Reese Witherspoonová                                           | nominace  |
| Satellite Awards                              | Nejlepší mužský herecký výkon v hlavní roli (muzikál nebo komedie) | Joaquin Phoenix                                                | nominace  |
| Satellite Awards                              | Nejlepší ženský herecký výkon v hlavní roli (muzikál nebo komedie) | Reese Witherspoonová                                           | vítězství |
| Satellite Awards                              | Nejlepší režie                                                     | James Mangold                                                  | nominace  |
| Satellite Awards                              | Nejlepší film (muzikál nebo komedie)                               | —                                                              | vítězství |
| Satellite Awards                              | Nejlepší adaptovaný scénář                                         | Gill Dennis, James Mangold                                     | nominace  |
| Teen Choice Awards                            | Nejlepší filmová herečka: drama/akční/dobrodružný film             | Reese Witherspoonová                                           | vítězství |
| Teen Choice Awards                            | Nejlepší film – drama                                              | —                                                              | nominace  |
| American Cinema Editors                       | Nejlepší střih (muzikál nebo komedie)                              | Michael McCusker                                               | vítězství |
| Art Directors Guild                           | Nejlepší výprava – periodický film                                 | David Bomba, John Jensen a Rob Simons                          | vítězství |
| Casting Society of America                    | Nejlepší casting (drama)                                           | Lisa Beach a Sarah Katzman                                     | nominace  |
| Cinema Audio Society                          | Nejlepší zvuk film                                                 | Doug Hemphill, Peter Kurland a Paul Massey                     | vítězství |
| Costume Designers Guild                       | Nejlepší kostýmy – film (periodický)                               | Arianne Phillips                                               | nominace  |
| Motion Picture Sound Editors                  | Nejlepší zvuk – film (muzikál)                                     | Bunny Andrews, Terry Delsing, Mark Wlodarkiewicz a Frank Wolf  | vítězství |
| Producers Guild of America                    | Celovečerní film                                                   | James Keach a Cathy Konrad                                     | nominace  |
| Screen Actors Guild                           | Nejlepší mužský herecký výkon v hlavní roli                        | Joaquin Phoenix                                                | nominace  |
| Screen Actors Guild                           | Nejlepší ženský herecký výkon v hlavní roli                        | Reese Witherspoonová                                           | vítězství |
| Boston Society of Film Critics                | Nejlepší ženský herecký výkon v hlavní roli                        | Reese Witherspoonová                                           | vítězství |
| Broadcast Film Critics Association            | Nejlepší mužský herecký výkon v hlavní roli                        | Joaquin Phoenix                                                | nominace  |
| Broadcast Film Critics Association            | Nejlepší ženský herecký výkon v hlavní roli                        | Reese Witherspoonová                                           | vítězství |
| Broadcast Film Critics Association            | Nejlepší film                                                      | —                                                              | nominace  |
| Broadcast Film Critics Association            | Nejlepší soundtrack                                                | —                                                              | vítězství |
| Chicago Film Critics Association              | Nejlepší mužský herecký výkon v hlavní roli                        | Joaquin Phoenix                                                | nominace  |
| Chicago Film Critics Association              | Nejlepší ženský herecký výkon v hlavní roli                        | Reese Witherspoonová                                           | nominace  |
| Florida Film Critics Circle                   | Nejlepší ženský herecký výkon v hlavní roli                        | Reese Witherspoonová                                           | vítězství |
| National Society of Film Critics              | Nejlepší ženský herecký výkon v hlavní roli                        | Reese Witherspoonová                                           | vítězství |
| New York Film Critics Circle                  | Nejlepší ženský herecký výkon v hlavní roli                        | Reese Witherspoonová                                           | vítězství |
| Online Film Critics Society                   | Nejlepší mužský herecký výkon v hlavní roli                        | Joaquin Phoenix                                                | nominace  |
| Online Film Critics Society                   | Nejlepší ženský herecký výkon v hlavní roli                        | Reese Witherspoonová                                           | vítězství |
| San Francisco Film Critics Circle             | Nejlepší ženský herecký výkon v hlavní roli                        | Reese Witherspoonová                                           | vítězství |
| Washington D.C. Area Film Critics Association | Nejlepší mužský herecký výkon v hlavní roli                        | Joaquin Phoenix                                                | nominace  |
| Washington D.C. Area Film Critics Association | Nejlepší ženský herecký výkon v hlavní roli                        | Reese Witherspoonová                                           | vítězství |